# Alpiner Skieuropacup 1975/76
Gesamt- und Disziplinenwertungen der Saison 1975/1976 des Alpinen Skieuropacups.

## Europacupwertungen

### Gesamtwertung
| Rang | Name             | Land    | Punkte |
| ---- | ---------------- | ------- | ------ |
| 1    | Bruno Confortola | Italien | 129    |
| 2    | Sepp Oberfrank   | Italien | 128    |
| 3    | Christian Hemmi  | Schweiz | 127    |

| Rang | Name             | Land       | Punkte |
| ---- | ---------------- | ---------- | ------ |
| 1    | Gabi Hauser      | Österreich | 85     |
| 2    | Thea Gamper      | Italien    | 77     |
| 3    | Brigitte Schroll | Österreich | 76     |
| 3    | Ingrid Eberle    | Österreich | 76     |

### Abfahrt
| Rang | Name              | Land               | Punkte |
| ---- | ----------------- | ------------------ | ------ |
| 1    | Karl Anderson     | Vereinigte Staaten | 50     |
| 2    | Erwin Josi        | Schweiz            | 47     |
| 3    | Bartl Gensbichler | Österreich         | 38     |

| Rang | Name          | Land       | Punkte |
| ---- | ------------- | ---------- | ------ |
| 1    | Gabi Hauser   | Österreich | 70     |
| 2    | Elfi Deufl    | Österreich | 36     |
| 3    | Brigitte Glur | Schweiz    | 30     |

### Riesenslalom
| Rang | Name                        | Land    | Punkte |
| ---- | --------------------------- | ------- | ------ |
| 1    | Bruno Confortola            | Italien | 110    |
| 2    | Juan Manuel Fernández Ochoa | Spanien | 100    |
| 3    | Christian Hemmi             | Schweiz | 088    |

| Rang | Name             | Land       | Punkte |
| ---- | ---------------- | ---------- | ------ |
| 1    | Maria Schlechter | Österreich | 56     |
| 2    | Ingrid Eberle    | Österreich | 48     |
| 3    | Perrine Pelen    | Frankreich | 43     |

### Slalom
| Rang | Name           | Land       | Punkte |
| ---- | -------------- | ---------- | ------ |
| 1    | Sepp Oberfrank | Italien    | 91     |
| 2    | Andre Arnold   | Österreich | 86     |
| 3    | Claude Perrot  | Frankreich | 77     |

| Rang | Name             | Land             | Punkte |
| ---- | ---------------- | ---------------- | ------ |
| 1    | Thea Gamper      | Italien          | 71     |
| 2    | Dagmar Kuzmanová | Tschechoslowakei | 70     |
| 3    | Jana Šoltýsová   | Tschechoslowakei | 56     |